# Torsås
Torsås ist ein Ort (tätort) in der südschwedischen Provinz Kalmar län und der historischen Provinz Småland. Torsås ist Hauptort der Gemeinde Torsås.
Der Name ist erstmals 1290 als Thorsas belegt und setzt sich aus dem Götternamen Thor und dem schwedischen ås für Bergrücken zusammen. Gemeint ist damit der Bergrücken, auf dem die Kirche und der Ort liegen.